# Leiterli
Leiterli är en bergstopp i Schweiz.   Den ligger i distriktet Obersimmental-Saanen och kantonen Bern, i den sydvästra delen av landet, 60 km söder om huvudstaden Bern. Toppen på Leiterli är 2 001 meter över havet, eller 45 meter över den omgivande terrängen. Bredden vid basen är 0,11 km.
Terrängen runt Leiterli är bergig österut, men västerut är den kuperad. Närmaste större samhälle är Gstaad, 10,4 km nordväst om Leiterli. 
Trakten runt Leiterli består i huvudsak av gräsmarker. Runt Leiterli är det ganska glesbefolkat, med 36 invånare per kvadratkilometer.